# Fonni
Fonni (sardinsky: Onne) je italská obec (comune) v provincii Nuoro v regionu Sardinie. Nachází se ve výšce 1000 metrů nad mořem a má přibližně 3 600 obyvatel. Rozloha obce je 112,27 km².